# Liste des sites mégalithiques à l'île de Man
Cette liste non exhaustive, recense les sites mégalithiques encore visibles à l'île de Man.

## Cartographie
Localisation des principaux sites mégalithiques de l'île de Man
| : Complexes mégalithiques · : Cromlechs · : Menhirs, Dolmens, Tumuli |

## Liste
| Site                      | Type     | Sheading | Notes | Coordonnées                 | Image |
| ------------------------- | -------- | -------- | ----- | --------------------------- | ----- |
| Cairn de Ballafayle (de)  | Cairn    | Garff    |       | 54° 17′ 03″ N, 4° 20′ 25″ O |       |
| Menhir de Ballaugh        | Menhir   | Michael  |       | 54° 18′ 29″ N, 4° 33′ 38″ O |       |
| Cercle de Braaid          | Cromlech | Middle   |       | 54° 09′ 26″ N, 4° 34′ 00″ O |       |
| Cashtal yn Ard            | Cairn    | Garff    |       | 54° 17′ 08″ N, 4° 21′ 55″ O |       |
| Cloven Stones (de)        |          | Garff    |       | 54° 12′ 15″ N, 4° 24′ 36″ O |       |
| Mull Hill                 | Cromlech | Rushen   |       | 54° 04′ 22″ N, 4° 46′ 03″ O |       |
| Menhir de Port Saint Mary | Menhir   | Rushen   |       | 54° 04′ 49″ N, 4° 44′ 21″ O |       |
| Tombe du Géant (de)       |          | Glenfaba |       | 54° 13′ 01″ N, 4° 38′ 51″ O |       |
| Tombe du roi Orry (de)    |          | Garff    |       | 54° 13′ 53″ N, 4° 24′ 06″ O |       |